# Jamil Haddad
Jamil Haddad GOMM (Río de Janeiro, 2 de abril de 1926 – Río de Janeiro, 11 de diciembre de 2009) fue un médico y político brasileño. Estuvo afiliado al Partido Socialista Brasileño (PSB). Fue ministro de salud durante los gobiernos de Fernando Collor y de Itamar Franco. Por el estado de Río de Janeiro, fue tanto senador como diputado federal y diputado estadual cuando existió el estado de Guanabara, ambos por dos mandatos. Fue también alcalde de la ciudad homónima.